# Condado de Elbert (Geórgia)
O Condado de Elbert é um dos 159 condados do Estado americano de Geórgia. A sede do condado é Elberton, e sua maior cidade é Elberton. O condado possui uma área de 970 km², uma população de 20 511 habitantes, e uma densidade populacional de 21 hab/km² (segundo o censo nacional de 2000). O condado foi fundado em 10 de dezembro de 1790.